# David Stoddart
David Leonard Stoddart, barón Stoddart de Swindon (4 de mayo de 1926 - 14 de noviembre de 2020) fue un político británico que se desempeñó como miembro del Parlamento de Swindon de 1970 a 1983, y como compañero vitalicio en la Cámara de los Lores desde 1983 hasta su muerte en 2020. Se desempeñó como compañero laborista entre 1983 y 2002, cuando fue expulsado de las bancas laboristas, después de lo cual se sentó como compañero laborista independiente hasta su muerte.

## Carrera política
Stoddart fue miembro del Consejo Municipal de Reading desde 1954 hasta 1972 y Líder del Consejo desde 1967 hasta 1972.
Stoddart fue el candidato laborista de Newbury en 1959 y 1964, y perdió por poco en Swindon en una elección parcial en 1969.
Stoddart se convirtió en miembro laborista del Parlamento de Swindon en 1970, pero en 1983 perdió su escaño ante el conservador Simon Coombs. Stoddart fue un látigo del gobierno de 1975 a 1978, el PPC al Ministro de Vivienda de 1974 a 1975 y el portavoz de la oposición de Front Bench sobre Comercio e Industria.
Fue expulsado de los escaños laboristas en la Cámara de los Lores en 2002 por respaldar a un candidato de la Alianza Socialista en las elecciones generales de 2001, una acción que tomó porque se opuso firmemente al paracaidismo de Shaun Woodward, un desertor del Partido Conservador, a la caja fuerte. Sede laboral de St Helens South.
Stoddart fue durante muchos años Presidente de la Campaña por una Gran Bretaña Independiente, que hace campaña para que el Reino Unido ponga fin a su pertenencia a la Unión Europea, cargo que ocupó desde 1985 hasta mayo de 2007. En 2016, expresó su apoyo al próximo referéndum de la UE e instó a retirarse de la Unión Europea.

## Nobleza
Stoddart fue elevado a la nobleza como compañero vitalicio el 14 de septiembre de 1983 y recibió el título de barón Stoddart de Swindon, de Reading en el condado real de Berkshire.